# Alta velocidad ferroviaria en México
La alta velocidad ferroviaria en México se empezaría de 2014 con el Tren de Alta Velocidad Ciudad de México-Santiago de Querétaro y el Tren Transpeninsular Mérida-Punta Venado, los cuales ambos proyectos serían cancelados tiempo después.

## Líneas de alta velocidad

### Propuestas

#### Tren de Alta Velocidad Monterrey-San Antonio
El Tren de Alta Velocidad Monterrey-San Antonio y en forma acortada Tren Monterrey-San Antonio es un proyecto de un tren de alta velocidad que busca conectar la capital del estado de Nuevo León en México con San Antonio en Estados Unidos.
El proyecto consiste en la construcción de una línea de tren de alta velocidad de doble vía con una longitud aproximada de 400 km con dos terminales en Monterrey y San Antonio.
En julio de 2021, el entonces gobernador electo de Nuevo León, Samuel García, anunció planes para potencialmente poner en práctica el plan como gobernador. Para septiembre de 2021, el ferrocarril recibió un presupuesto hasta $2 millones de dólares para realizar un estudio sobre el servicio ferroviario. Los planes fueron posteriormente confirmados por funcionarios mexicanos con estudios sobre el plan que comenzaron en diciembre de 2021 por el Departamento de Transporte de Texas, mientras que el gobierno mexicano comenzó sus estudios el mes siguiente. Se espera que los estudios concluyan a finales de 2022.

### Cancelados

#### Tren de Alta Velocidad Ciudad de México-Santiago de Querétaro
El llamado oficialmente Tren de Alta Velocidad México D.F. – Santiago de Querétaro, Querétaro y en forma acortada Tren México-Querétaro fue un proyecto de trenes de alta velocidad que conectaría por la capital del estado de Querétaro con la Ciudad de México.

Propuesta de ruta del proyecto.

El proyecto consistía en la construcción de una línea de tren de alta velocidad de doble vía con una longitud aproximada de 210 km con una velocidad máxima de 300 km/h, dos terminales (Querétaro y Buenavista) y tres talleres de mantenimiento.
El proyecto inicial considera compartir el derecho de vía con:
- el tren suburbano del Valle de México entre las estaciones Buenavista y Cuautitlán.
- el derecho de vía de las vías Juárez y Morelos, que están concesionadas a Kansas City Southern de México.[11][12]

La preconvocatoria a la licitación pública internacional fue publicada el 15 de agosto de 2014.
El 30 de enero de 2015, el Secretario de Hacienda y Crédito Público de México, Luis Videgaray, anunció recortes al presupuesto federal por 124 mil millones de pesos en respuesta al impacto en los ingresos del gobierno federal mexicano por la rápida caída del precio del crudo y aceite. Tras las consecuencias inmediatas de los recortes al presupuesto y supuestas sospechas de corrupción del tren, fue "suspensión indefinida" de las obras del Ferrocarril de Alta Vealocidad Ciudad de México-Querétaro el 2 de febrero de 2015.
En julio de 2018, el presidente Andrés Manuel López Obrador revivió los planes para construir la línea férrea de alta velocidad como parte de sus planes de infraestructura de transporte.
El 5 de octubre de 2020, el Gobierno de México aprobó un financiamiento de $51,300 millones de pesos para construir el tren de alta velocidad. La línea ha sido rebajada a velocidad media utilizando el derecho de vía previamente aprobado para reducir el impacto ambiental. En 2022, el presidente López Obrador anunció que la próxima administración tendría que llevar a cabo su construcción ya que a su administración no le queda tiempo suficiente para construir la línea, junto con varios otros proyectos de infraestructura.
El 13 de julio de 2023 el gobierno de México anuncio la firma del convenio con la empresa ferroviaria KansasCity para operar el tren, tras el colapso del autopista México Querétaro.
El 20 de noviembre de 2023 el gobierno de Andrés Manuel López Obrador anuncia la reactivación de siete rutas de trenes de pasajeros tras un decreto. Dos de las cuales incluyen la ruta México- Querétaro:
- Tren México–Querétaro–León–Aguascalientes,
- Tren México–Querétaro–Guadalajara–Tepic–Mazatlán–Nogales.

El 22 de enero de 2024, el presidente Andrés Manuel López Obrador en su visita en Querétaro aviso sobre que al terminar su sexenio dejará lista la concesión para que el próximo presidente (presidenta) pueda iniciar la construcción del tren .

##### Tren normal:Tren Ciudad de México-Querétaro
El 28 de junio de junio de 2024 la presidenta Claudia Sheinbaum en su rueda de prensa como presidenta electa, alfimo la reanuración de la construcción del proyecto para el 2025 y añadió la conversación con el actual secretario de Hacienda, Rogelio Ramírez de la O, quien le aseguró que existen los recursos necesarios para llevar a cabo la construcción da la obra.
El proyecto alta velocidad fue reemplazado por el actual Tren Ciudad de México-Querétaro que usa el derecho de vía del Tren suburbano del Valle de México y las vías Juárez y Morelos, teniendo una afectación de disminución de velocidad y aumento de longitud  tras los estudos de la obra que hicieron en octubre de 2024 y abril de 2025, teniendo una longitud de 226 km y una  velocidad máxima de 160 a 200 km/h. Sus obras fueron inicadas el 27 de abril de 2025 por la presidenta Claudia Sheinbaum.

#### Tren Transpeninsular
El Tren Transpeninsular fue un proyecto de construcción de tren rápido que conectaría Mérida, Yucatán con Punta Venado al sur de Playa del Carmen, Quintana Roo, fue anunciado el 1 de diciembre de 2012 por el presidente de México, Enrique Peña Nieto.  El proyecto consideró la construcción de una línea de tren rápido con una longitud de 336 kilómetros  que correría entre 160 y 180 km/h,  conectando los centros arqueológicos, turísticos y ciudades como: Chichén Itzá, Mérida, Izamal, Uxmal y Valladolid. Su costo fue calculado en 11 mil millones de pesos.
El proyecto fue cancelado el 30 de enero de 2015 debido a un recorte en el presupuesto de 124,300 millones de pesos y suspuestas sospechas de corrupción.

##### Reemplazo:Tren Maya
Actualmente es operado por el Tren Maya que es una línea de ferrocarril que conecta el sureste de México, pasando por los estados de Chiapas, Tabasco, Campeche, Yucatán y Quintana Roo. Fue inaugurado el 15 de diciembre de 2023 por el expresidente Andrés Manuel López Obrador, teniendo una longitud 1554 km con 34 estaciones y una velocidad de 160 km/h.